# دمیرچی (ملکان)
دمیرچی یکی از روستاهای استان آذربایجان شرقی است که مرکز دهستان گاودول جنوبی بخش آق منار شهرستان ملکان  شده‌است و شش روستا از امکانات این روستا بهره می برند. همچنین دسته ای از این طایفه در زمان اواخر سلطنت قاجار به استان قزوین  شهرستان آوج  روستای کلنجین مهاجرت نموده‌اند.روستای دمیرچی دارای بهترین انگور منطقه میباشد که برای تازه خوری به شهرهای اطراف و تبریز ارسال میشود که دارای رنگ وطعم بی نظیری است.